# グラスウール

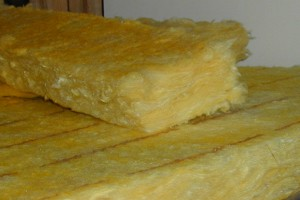
グラスウール断熱材

グラスウール（英語: glass wool）とは、ガラス繊維でできた、綿状の素材である。建築物の壁・天井・床・屋根の断熱材及び吸音材として、また、空調ダクト等の配管の断熱材として広く用いられている。

## 特徴
- 断熱性能あたりのコストパフォーマンスに優れる。
- 切断・曲げなど、自由に加工することができる。
- 厚さ・サイズが豊富である。住宅用の厚さは、壁用で 50 mm・89 mm・100 mm・105mm・140mm などがあり、床用で 42 mm・80 mm ・120mmなどがある。サイズは、壁用で 395 mm・430 mm幅などがあり、床用で 263 mm×1820 mm・415×1820 mm・820×1820 mm などがある。その他に、天井用等で、ロール状に巻かれている長物もある。
- 密度も豊富である。住宅用の密度は 10 kg/m3・16 kg/m3・24 kg/m3・32 kg/m3 などがある。
- 近年では製造技術の向上により繊維の径がより細くなり、従来品よりも低い密度で同等以上の断熱性能を有した高性能品が登場している。
- 不燃材料であり防火性に優れている。火災発生時に有害な煙・ガスを発生させない。
- 住宅用のパッケージとしては、袋入りのものと裸のものがある。裸のものは、室内の湿気が壁の中に入り込むのを防ぐために、防湿気密シートを貼る必要がある。袋入りのものは、袋の室内側が防湿層になっているので、袋の耳を柱・間柱や枠組みの見付け面にステープルで正しく留めることにより、室内の湿気が壁の中に入り込むのを防ぐことができる。なお日本国外では袋入りのものは流通していない[要出典][2]。
- 吸音効果があり、一部の自動車のマフラー内部や鉄道・道路の構造物としての防音壁でも使われている。それ以外でも、断熱以外の目的で、住宅の階床充填等に使われたり、病室・ホテル個室・放送室・スタジオの壁に使われる。

## 製法
製法は、綿菓子とほぼ同じである。廃ガラス（建築物や自動車の窓に使われていたガラス、ガラス瓶、ブラウン管、蛍光灯など）を溶かし、側壁に小さな穴があいた容器（スピナー）に入れる。スピナーを高速回転させ、遠心力で側壁の穴から吹き出させることで綿状になる。繊維径はおおむね 3〜9 μmである。元の色は白色だが、バインダーとしてフェノール樹脂等が添加され、板状・ロール状などに成形したものが製品となっている。

## 安全性
- グラスウールは、人造鉱物繊維であるので、労働安全衛生法第57条の2（文書等の発行いわゆるMSDS〈製品安全データシート〉の発行）の対象物質である。粘膜や皮膚への刺激症状が出やすい人は保護具などを装着して取り扱うことが勧められる。
- ガラス繊維を集めて製品として成形する際に、バインダーや撥水剤が使用される。このため炎にかざすと若干の煙や臭いがでる。しかし断熱材としてグラスウールを使用した家が火災になった場合、不燃材のため避難上有害な煙・ガスを発生させない、また避難の時間を延長し助けとなる。工場などの高熱部分に施工する際、180度以上に過熱される部位については、初期に煙が発生する場合があるので、初期の熱入れのときにはこのことを理解しておくことが望ましい。工業用の高熱用のグラスウールにはノンバインダー製品が使用される。
- ホルムアルデヒドの放散の区分では、F☆☆☆☆である。
- WHO（世界保健機関）傘下のIARC（国際がん研究機関）による発がん性分類では、第3群「ヒトに対する発がん性について分類できない」である。ただし、グラスウールの一種で特に細かい形状のマイクログラスウール[注 1]は、「ヒトに対してがん原性となる可能性がある」とされ、依然「第2B群」に分類されている[3]。

## 廃棄方法
廃棄物として発生したグラスウールは、分別されている場合は、環境省の「広域認定制度」によりリサイクルできる。分別されていない場合は、廃棄物の処理及び清掃に関する法律に基づく「ガラスくず・コンクリートくず及び陶磁器くず」に該当し、安定型産業廃棄物として適切な方法で廃棄しなければならない。

## グラスウールを製造している国内企業
- 旭ファイバーグラス
- セントラルグラスファイバー
- パラマウント硝子工業
- マグ・イゾベール
- ワンワールド (企業)